# Jefferson-Polygraph

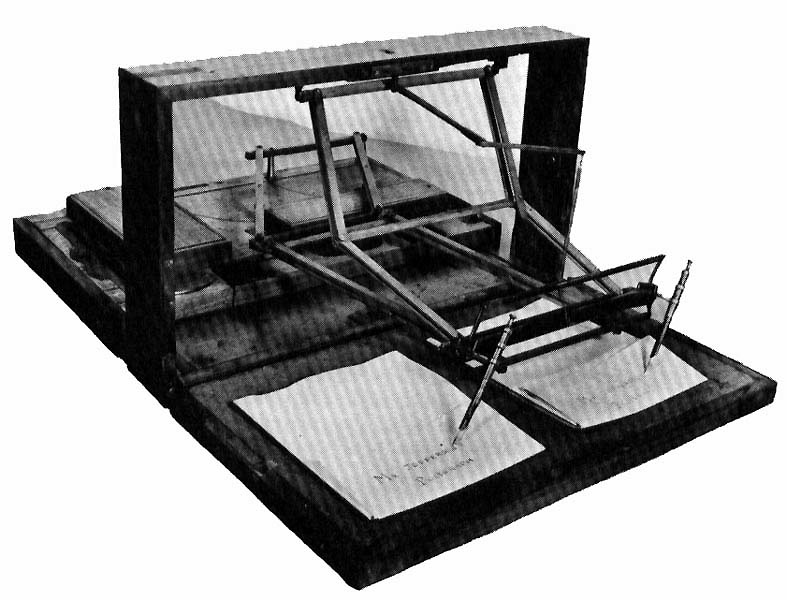

Der Jefferson-Polygraph (Polygraph von altgriechisch πολύς poly = viel, mehrere; γραφή graph = Schrift) ist eine mechanische Apparatur, die der US-amerikanische Präsident Thomas Jefferson zur Vervielfältigung von Schriftdokumenten direkt bei der Abfassung nutzte.

## Funktion
Als er 1804 die Apparatur vom Erfinder John Isaac Hawkins, der ihr auch den Namen gab, erhielt, soll er sie als „the finest invention of the present age“ (die gelungenste Erfindung dieses Zeitalters) bezeichnet haben. Der Polygraph besaß zwei oder mehrere Schreibfedern, die sich simultan zur Schreibbewegung der Hand bewegten und eine exakte Kopie des Geschriebenen anfertigten. Während der Schreibende hier also noch persönlich anwesend sein musste, war dies bei dem über 150 Jahre später zur Anwendung kommenden Unterschriftenautomat nicht mehr nötig.

## Name
Polygraph bezeichnete man ursprünglich einen Vielschreiber, einen oft in herabsetzendem Sinn gebrauchter Ausdruck für den Verfasser einer großen Anzahl von Büchern. In späteren Lexika (Meyers 1905, Brockhaus 1911) wird der Name auch mit einer eigenartig konstruierte(n) Kopiermaschine in Verbindung gebracht.